# Oxydactyla brevicrus
Oxydactyla brevicrus är en groddjursart som beskrevs av Van Kampen 1913. Oxydactyla brevicrus ingår i släktet Oxydactyla och familjen Microhylidae. IUCN kategoriserar arten globalt som otillräckligt studerad. Inga underarter finns listade i Catalogue of Life.